# آتسوتو اویشی
آتسوتو اویشی (انگلیسی: Atsuto Oishi؛ زادهٔ ۲۴ اکتبر ۱۹۷۶) بازیکن فوتبال اهل ژاپن است.